# Mesochorus magnicrus
Mesochorus magnicrus är en stekelart som beskrevs av Dasch 1974. Mesochorus magnicrus ingår i släktet Mesochorus och familjen brokparasitsteklar. Inga underarter finns listade i Catalogue of Life.